# Sex and the City, Vol. 2: More Music
Sex and the City, Vol. 2: More Music, è il seguito della colonna sonora del film Sex and the City, che all'uscita nel 2008 ottenne grande successo. Il sequel venne pubblicato nel settembre dello stesso anno.

## Tracce
1. Ciara – "Click Flash"
2. Craig David – "My First Love"
3. Goldfrapp – "Beautiful"
4. Ryan Shaw – "We Got Love"
5. Janet – "2nite"
6. Mutya Buena – "Real Girl"
7. Allison Moorer – "Mockingbird"
8. Katie Herzig – "Look at You"
9. Elijah Kelley – "P's & Q's"
10. Bitter:Sweet – "Trouble"
11. Champagne Flutes – "Hey Baby"
12. Owen Brady – "You Look So Good"
13. Elijah Kelley – "Dangerous"
14. Ingrid Michaelson – "Little Romance"
15. Amy Winehouse – "Fool's Gold"
16. Coldplay – "Warning Sign"